# Katharina Bullin
Katharina Bullin   (Eisenhüttenstadt, 2 de març de 1959) és una jugadora de voleibol alemanya, ja retirada, que va competir sota bandera de la República Democràtica Alemanya durant la dècada de 1970.
El 1980 va prendre part en els Jocs Olímpics d'Estiu de Moscou, on guanyà la medalla de plata en la competició de voleibol. En el seu palmarès també destaquen dues medalles de plata al Campionat d'Europa de voleibol, el 1977 i 1979.
Pel que fa a clubs, jugà amb el SC Dynamo Berlin, amb qui guanyà la lliga de la RDA de 1975, 1978 i 1979 i la Recopa d'Europa de 1978.
Durant la seva carrera esportiva i sense el coneixement fou obligada a dopar-se. Després dels Jocs Olímpics de 1980 va ser expulsada de la selecció nacional i va caure en una espiral de destrucció de la qual va poder-ne sortir. El dopatge li provocà dolor crònic i una masculinització del seu aspecte. El 2005 es va presentar un documental sobre la seva vida al Festival Internacional de Cinema de Berlín, titulat Katharina Bullin - Und ich dachte, ich wär 'die Größte.